# JAR (파일 포맷)
JAR(Java Archive, 자바 아카이브)는 여러개의 자바 클래스 파일과, 클래스들이 이용하는 관련 리소스(텍스트, 그림 등) 및 메타데이터를 하나의 파일로 모아서 자바 플랫폼에 응용 소프트웨어나 라이브러리를 배포하기 위한 소프트웨어 패키지 파일 포맷이다.
JAR 파일은 실제로 ZIP 파일 포맷으로 이루어진 압축 파일로서 파일 확장자는 .jar이다. 컴퓨터 사용자들은 JDK에 포함된 jar 명령어를 이용하여 JAR 파일을 만들거나 압축을 풀 수 있다. 또, zip 도구를 사용할 수도 있으나 압축 시에는 매니페스트 파일이 처음이어야 하는 경우가 있어서 zip 파일 헤더의 엔트리 순서가 중요하다. JAR 안에서 파일 이름들은 유니코드 텍스트로 되어 있다.

## 설계
JAR 파일은 자바 런타임이 효율적으로 애플리케이션을 배포(디플로이)할 수 있는 수단으로 설계되었다. 자바 애플리케이션을 구성하는 클래스와 관련 리소스들을 단일 파일로 묶어 압축된 형태인 JAR 파일은 한 차례의 요청으로 애플리케이션 전체를 다운로드할 수 있게 해준다.
JAR 파일은 META-INF/MANIFEST.MF경로에 위치한 매니페스트 파일을 선택적으로 포함할 수 있다. 매니페스트 파일 안에는 어떻게 JAR 파일을 이용할지를 기술한 엔트리 정보가 적혀있다. 이를테면 클래스패스 엔트리를 사용하면 해당 JAR 파일과 함께 로드할 다른 JAR 파일들을 지정할 수 있다. java.util.zip 패키지는 JAR 파일을 읽고 쓰는 클래스들을 포함하고 있다.

## 압축 해제
JAR 파일의 압축을 해제하는데는 ZIP 파일을 해제하는 표준 소프트웨어를 사용하거나 자바 개발 키트에 포함된 jar 명령을 이용할 수 있다.: jar -xf foo.jar

## 보안
개발자들은 JAR 파일들에 디지털 서명을 할 수 있다. 이 경우 서명 정보는 내재된 매니페스트 파일의 일부가 된다. JAR 그 자체에 서명되는 것은 아니라, 압축 파일 안의 모든 파일들이 체크섬으로 나열된다. 즉, 체크섬을 통해 서명이 된다는 것을 뜻한다. 여러 개의 엔트리들은 각기 서명함으로써 JAR 파일 자체를 변경하여 JAR 파일을 서명할 수 있지만 서명된 파일들은 그 자체로 유효한 상태로 남아있다. 서명된 JAR 파일들을 자바 런타임이 로드할 때 서명이 유효한지 확인하고 서명이 일치하지 않는 클래스들은 로드를 거부할 수 있다.
JAR 파일 안의 내용은 경우에 따라 리버스 엔지니어링을 어렵게 하기 위해 난독화되기도 한다.

## 실행 가능한 JAR 파일
실행 가능한 자바 프로그램은, 프로그램이 사용하는 다른 라이브러리와 함께 JAR파일로 압축될 수 있다. JAR 파일이 실행 가능하려면 파일 안에 포함된 메니페스트 파일에 엔트리 포인트의 클래스 이름이 Main-Class: myPrograms.MyClass 형식으로 기술되어야 하며, 명시적으로 클래스패스 정보가 기술되어 있어야 한다.(이때 -cp 인수는 무시된다) 운영체제에 따라서는 JAR 파일의 아이콘을 직접 클릭해서 실행가능하기도 하다. JAR 파일을 커맨드 라인에서 실행시키기 위해서는 java -jar foo.jar라고 입력한다.

## 메니페스트
JAR 파일 안에 포함되어 있는 매니페스트 파일은, 메타데이터 정보를 포함하고 있다. 이 메타데이터 정보에는 확장 정보 및 패키지 관련 데이터가 기술되어 있으며, 섹션 형식으로 구성된 키-값 쌍 형태의 문자열이다.
JAR이 실행 가능하도록 하기 위해서는, 메니페스트 파일에, 애플리케이션의 메인 클래스의 이름이 기술되어 있어야 한다. 메니페스트 파일의 명칭은 MANIFEST.MF이며, 이 파일이 포함되어 있는 디렉토리는, 압축된 파일의 내용물 가운데 가장 첫번째 위치에 배치되어야 한다.

## 관련 포맷
JAR 포맷을 바탕으로 다음과 같은 파일 포맷들이 생겨났다.
- WAR (파일 포맷) : 웹 애플리케이션을 구성하는 자바 클래스와, 자바 서버 페이지, 관련 XML 파일 등을 묶은 압축 파일 포맷
- RAR (resource adapter archive) : J2EE 커넥터 아키텍처(JCA) 애플리케이션을 묶는데 사용되는 압축 포맷이다.
- EAR (enterprise archive) : 자바 엔터프라이스 애플리케이션에서 이용되는 압축 포맷으로, 애플리케이션 클래스 및 관련 JAR, WAR, RAR 압축 파일들을 묶는 용도로 사용된다.
- APK (Android Application Package) : 안드로이드 애플리케이션에서 사용되는 자바 압축 포맷의 일종이다.[8]

## 같이 보기
- Java Platform Module System